# Memoria (álbum de Erreway)
Memoria es el tercer álbum de estudio de la banda Erreway. Incluye las canciones de su película Erreway: 4 caminos. Es considerado por los fanes el mejor disco y se podría decir que el estilo de este disco es más bien rock, con algunos ritmos novedosos como se puede escuchar en el tema "Dame". La balada "Que se siente", tercer corte de difusión, se convirtió en un clásico, que hasta el día de hoy sigue sonando en las radios. Un disco maduro, donde el grupo demuestra su unión, tanto humana como musical. Grabado luego de dos tours internacionales, los cuatro miembros demuestran toda la potencia y las voces trabajadas y pulidas con las que llegaron a este trabajo.
Memoria se lanzó inicialmente como el proyecto final de la banda, coincidiendo  con el estreno de la película Erreway: 4 caminos. Marcó el cierre del ciclo de Rebelde Way y la banda, ya que sus integrantes tomaron diferentes caminos una vez finalizado el proyecto musical. La realización de la película significó que ya no habría necesidad de grabar una tercera temporada para la serie, permitiendo a los miembros del grupo trabajar y enfocarse en nuevos proyectos actorales y musicales no vinculados a la serie mencionada.
Luego de terminar su última gira, la banda se separó. Algunos siguieron trabajando con Cris Morena en proyectos como Floricienta, Alma pirata y algunos más. Incluso se dedicaron en hacer música para algunas bandas sonoras de la productora.
Pero en 2006, la banda volvería a reunirse para una gira exclusiva en España, aunque Luisana Lopilato estuvo ausente en esta gira debido a que se encontraba grabando la comedia Casados con hijos (Argentina).

## Lista de canciones
| #   | Nombre                 | Escritor       | Duración |
| --- | ---------------------- | -------------- | -------- |
| 1.  | "Memoria"              |                | 4:53     |
| 2.  | "Solo sé"              |                | 4:21     |
| 3.  | "De aquí, de allá"     |                | 3:14     |
| 4.  | "Asignatura pendiente" | Cris Morena    | 4:20     |
| 5.  | "No hay que llorar"    | Cris Morena    | 3:34     |
| 6.  | "Dame"                 |                | 4:26     |
| 7.  | "Bandera blanca"       |                | 3:55     |
| 8.  | "Mañana habrá"         | Cris Morena    | 3:13     |
| 9.  | "Vivo como vivo"       | Cris Morena    | 3:27     |
| 10. | "Perdiendo, ganando"   |                | 3:18     |
| 11. | "Que se siente"        | Benjamin Rojas | 4:25     |

### Sencillos promocionales
- Memoria
- Solo sé
- De aquí, de allá
- Bandera blanca
- Vivo como vivo
- Que se siente

## Información y ventas del disco
El álbum salió a la venta en 2004, con el estreno de la película Erreway: 4 Caminos por el fin de la serie Rebelde Way.
Fue lanzado en formato CD y Casete. 
El disco no fue lanzado en España por razones aún desconocidas, se sospecha que es porque en España no se lanzó la película, por lo tanto, tampoco el CD.

### Datos técnicos
- Año de salida en Argentina: 2004
- Discográfica argentina: Sony BMG
- Galardón en Argentina: Disco de Platino

- Datos: Q1814263